# Moussa Diallo (Fußballspieler, 1997)
Moussa Diallo (* 27. Januar 1997 in Corbeil-Essonnes) ist ein französischer Fußballspieler.

## Karriere
Diallo begann seine Laufbahn bei der AS Évry Essone und bei Brétigny Foot CS, bevor er 2010 in die Jugend der AJ Auxerre wechselte. 2014 wurde er in den Kader der zweiten Mannschaft befördert, für die er in den folgenden Jahren regelmäßig zum Einsatz kam. Am 30. Juli 2016, dem 1. Spieltag, debütierte er beim 0:0 gegen Red Star Paris für die erste Mannschaft in der zweitklassigen Ligue 2, als er in der 67. Minute für Alexandre Vincent eingewechselt wurde. Bis Saisonende spielte er elfmal in der zweithöchsten französischen Spielklasse. Zudem bestritt er drei Partien in der Coupe de la Ligue. 2017/18 absolvierte er vier Spiele in der Ligue 1 und je eine Partie im Coupe de France und in der Coupe de la Ligue. Ab Sommer 2018 war er über ein halbes Jahr vereinslos. Im Januar 2019 schloss er sich dem Drittligisten SO Cholet an. Bis Saisonende spielte er zwölfmal in der Championnat National, 2019/20 kam bis zum Saisonabbruch aufgrund der COVID-19-Pandemie in allen 25 Partien zum Einsatz. Zur Spielzeit 2020/21 unterschrieb er einen Vertrag beim Schweizer Erstligisten Servette FC. Am 20. September 2020, dem 1. Spieltag, gab er beim 1:2 gegen den FC Lausanne-Sport sein Debüt für die Genfer in der erstklassigen Super League, als er zur zweiten Halbzeit für Alex Schalk eingewechselt wurde. Bis zum Ende der Saison absolvierte er 20 Spiele in der höchsten Schweizer Spielklasse, Genf beendete die Spielzeit auf dem dritten Rang. Im Schweizer Cup, in dem man im Halbfinale gegen den FC St. Gallen ausschied, spielte er dreimal. Zudem bestritt er eine Partie in der Qualifikation zur UEFA Europa League, die man als Ligavierter der Vorsaison erreicht hatte. Servette verlor schlussendlich in der 2. Runde gegen Stade Reims und qualifizierte sich somit nicht für die Endrunde eines internationalen Wettbewerbs.
Nach einer Leihe zu Beroe Stara Sagora konnte er bei Servette nicht mehr Fuss fassen und sein Vertrag wurde nach der Saison 2024/25 nicht mehr verlängert.